# باشگاه فوتبال استال می‌یلتس
باشگاه فوتبال استال می‌یلتس (انگلیسی: Stal Mielec) یک باشگاه فوتبال لهستانی مستقر در می‌یلتس، لهستان است. این باشگاه در ۱۰ آوریل ۱۹۳۹ تأسیس شد. از نظر تاریخی، این باشگاه در اکستراکلاسا لهستان موفقیت‌های زیادی کسب کرده‌است و دو بار (در سال‌های ۱۹۷۳ و ۱۹۷۶) این عنوان را به دست آورده‌است، اما در دو دهه گذشته تغییرات مدیریتی و مشکلات مالی قابل توجهی را پشت سر گذاشته‌است که باعث شد باشگاه از حضور در لیگ برتر لهستان.